# Alexis Claude-Maurice
Alexis Claude-Maurice, né le 6 juin 1998 à Noisy-le-Grand en France, est un footballeur français qui évolue au poste de milieu offensif au FC Augsbourg.

## Biographie

### En club
Alexis Claude-Maurice commence le football à l'âge de 5 ans à Torcy (Seine-et-Marne), avant de rejoindre le FC Lorient à 16 ans.

### FC Lorient (2017-2019)

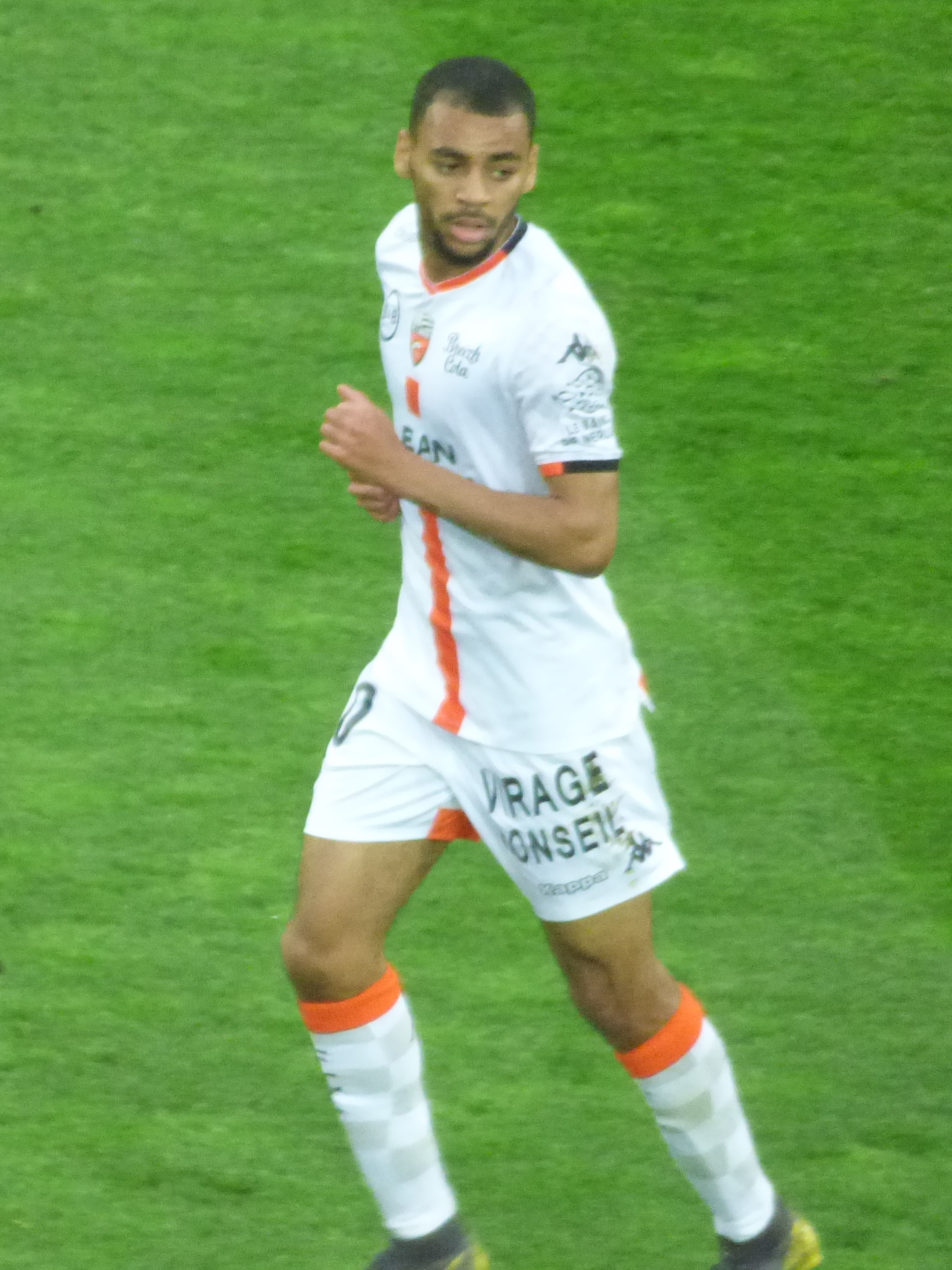
Claude-Maurice avec le FC Lorient en 2019.

En décembre 2015, il signe professionnel chez Les Merlus mais intègre l'équipe réserve évoluant en National 2. Le 4 août 2017, il dispute son premier match de Ligue 2 contre le GFC Ajaccio en remplaçant Gaël Danic à la 89e minute (score 0-0),. À l'issue de la saison, il inscrit trois buts en vingt matchs.
En mars 2018, il prolonge son contrat avec le FC Lorient jusqu'en juin 2022. Pour la saison 2018-2019, il inscrit un total de 14 buts, ce qui lui vaut d'être sélectionné dans le 11 de l'année de la Ligue 2 au trophées UNFP 2019. Après cette saison remarquable, de nombreux clubs français et étrangers comme l'OGC Nice, Lille ou encore Norwich se montrent auprès du FC Lorient pour obtenir le joueur. Il participe à deux des premiers matchs du FCL en Ligue 2 2019-2020 et inscrit un but, avant de quitter le club et de rejoindre Nice.

### OGC Nice (2019-2024)
Le 29 août 2019, Alexis Claude-Maurice signe à l'OGC Nice. Le montant du transfert s'élève à 15 millions d'euros. Il est la deuxième recrue du club, à la suite du rachat par le groupe Ineos, après le Danois Kasper Dolberg.

#### Prêt au RC Lens (2022-2023)
En manque de temps de jeu et peinant à retrouver son niveau lorientais, Claure-Maurice est prêté, sans option d'achat, au Racing Club de Lens lors du dernier jour du mercato estival. Numéro 18 sur le dos, ACM fait partie de la rotation de l'effectif et se retrouve la plupart du temps à commencer les matchs sur le banc de touche. Lors de la réception de Toulouse le 28 octobre 2022, il sort du banc à vingt minutes du terme et délivre deux passes décisives qui conduiront au premier triplé de la saison de Loïs Openda (13e journée, victoire 3-0). Il faut attendre le 1er janvier 2023 et le choc face au leader du Paris-Saint-Germain où il est titulaire pour le voir inscrire son premier but sous ses nouvelles couleurs (17e journée, victoire 3-1). Il récidive au match suivant contre Strasbourg (18e journée, 2-2). Blessé, il manque cinq rencontres en février et retrouve les terrains mi-mars où, pour son retour à la compétition contre Clermont, il marque en sortant du banc (27e journée, victoire 0-4). Il reste sur le banc entre la 31e et la 35e journée, Franck Haise maintenant sa confiance à un onze titulaire rodé. Lors de l'ultime journée, à Auxerre qui joue sa survie dans l'élite, Alexis Claude-Maurice s'offre un doublé pour clore sa saison (3-1) et celle de son club qui termine 2e de Ligue 1. Au total, le milieu offensif aura disputé 22 rencontres, inscrit 5 buts et délivré 3 passes décisives. Le RC Lens termine 2e à 1 point du champion et se qualifie directement pour la Ligue des Champions 20 ans après sa dernière participation.
De retour à Nice, son début de saison 2023-2024 est perturbé par une blessure au mollet. Il fait sa première apparition le 7 octobre 2023 à Metz (8e journée, victoire 0-1). Joueur de rotation sous les ordres de Francesco Farioli, il ne parvient pas à enchaîner les titularisations. Il conclut la saison avec 18 apparitions pour seulement 495 minutes de jeu. En fin de contrat, il n'est pas retenu au terme de celui-ci.

### En sélection
Le 6 septembre 2015, il débute avec l'équipe de France des moins de 18 ans face à l'Australie (victoire 6-0).
À l'automne 2015, il participe à la Coupe du monde de football des moins de 17 ans, où il dispute trois matchs de poule et inscrit un but contre la Syrie (victoire 4-0). Son équipe s'incline en huitième de finale face au Costa Rica aux tirs au but.
Ensuite, il est sélectionné en équipe de France des moins de 19 ans et des moins de 20 ans.

## Statistiques
| Saison                | Club                  | Championnat           | Championnat | Championnat | Championnat | Coupe nationale | Coupe nationale | Coupe nationale | Coupe de la Ligue | Coupe de la Ligue | Coupe de la Ligue | Compétition(s) continentale(s) | Compétition(s) continentale(s) | Compétition(s) continentale(s) | Compétition(s) continentale(s) | Total | Total | Total |
| Saison                | Club                  | Division              | M.          | B.          | P.d.        | M.              | B.              | P.d.            | M.                | B.                | P.d.              | Comp.                          | M.                             | B.                             | P.d.                           | M.    | B.    | P.d.  |
| 2017-2018             | FC Lorient            | Ligue 2               | 20          | 3           | 0           | 1               | 1               | 0               | 2                 | 0                 | 0                 | -                              | -                              | -                              | -                              | 23    | 4     | 0     |
| 2018-2019             | FC Lorient            | Ligue 2               | 35          | 14          | 4           | 1               | 0               | 0               | 1                 | 0                 | 0                 | -                              | -                              | -                              | -                              | 37    | 14    | 4     |
| 2019-2020             | FC Lorient            | Ligue 2               | 2           | 1           | 1           | -               | -               | -               | -                 | -                 | -                 | -                              | -                              | -                              | -                              | 2     | 1     | 1     |
| Sous-total            | Sous-total            | Sous-total            | 57          | 18          | 5           | 2               | 1               | 0               | 3                 | 0                 | 0                 | -                              | -                              | -                              | -                              | 62    | 19    | 5     |
| 2019-2020             | OGC Nice              | Ligue 1               | 22          | 1           | 1           | 2               | 0               | 1               | -                 | -                 | -                 | -                              | -                              | -                              | -                              | 24    | 1     | 2     |
| 2020-2021             | OGC Nice              | Ligue 1               | 30          | 4           | 5           | 1               | 0               | 0               | -                 | -                 | -                 | C3                             | 6                              | 1                              | 0                              | 37    | 5     | 5     |
| 2021-2022             | OGC Nice              | Ligue 1               | 10          | 0           | 2           | 1               | 0               | 0               | -                 | -                 | -                 | -                              | -                              | -                              | -                              | 11    | 0     | 2     |
| 2022-2023             | OGC Nice              | Ligue 1               | 2           | 0           | 0           | -               | -               | -               | -                 | -                 | -                 | C4                             | 1                              | 1                              | 0                              | 3     | 1     | 0     |
| 2023-2024             | OGC Nice              | Ligue 1               | 18          | 0           | 0           | 3               | 1               | 0               | -                 | -                 | -                 | -                              | -                              | -                              | -                              | 21    | 1     | 0     |
| Sous-total            | Sous-total            | Sous-total            | 82          | 5           | 8           | 7               | 1               | 1               | -                 | -                 | -                 | -                              | 7                              | 2                              | 0                              | 96    | 8     | 9     |
| 2022-2023             | RC Lens               | Ligue 1               | 20          | 5           | 3           | 2               | 0               | 1               | -                 | -                 | -                 | -                              | -                              | -                              | -                              | 22    | 5     | 4     |
| 2024-2025             | FC Augsbourg          | Bundesliga            | 28          | 9           | 2           | 3               | 1               | 0               | -                 | -                 | -                 | -                              | -                              | -                              | -                              | 31    | 10    | 2     |
| Total sur la carrière | Total sur la carrière | Total sur la carrière | 187         | 37          | 18          | 14              | 3               | 2               | 3                 | 0                 | 0                 | -                              | 7                              | 2                              | 0                              | 211   | 42    | 20    |

## Palmarès

### En club
Alexis Claude-Maurice est champion de France de Ligue 2 en 2020 avec le FC Lorient.
Il est également vice-champion de France en 2023 avec le RC Lens.
| FC Lorient (1)               | RC Lens                           |
| ---------------------------- | --------------------------------- |
| - Ligue 2 - Champion : 2020. | - Ligue 1 - Vice-Champion : 2023. |

### Distinction personnelle
Alexis Claude-Maurice est élu dans le 11 type de la Ligue 2 2018-2019 lors des Trophées UNFP.